# Psychotria caquetensis
Psychotria caquetensis är en måreväxtart som beskrevs av Julian Alfred Steyermark. Psychotria caquetensis ingår i släktet Psychotria och familjen måreväxter. Inga underarter finns listade i Catalogue of Life.